# سدهای اینگا
سدهای اینگا (به لاتین: Inga dams) دو سد در جمهوری دموکراتیک کنگو است.